# Бакарі Сорі
Бакарі Сорі (д/н —1844) — 9-й альмамі імамату Фута-Джаллон в 1842—1844 роках.

## Життєпис
Походив з клану Сорійя. Син альмамі Бубакара I. У 1841 року відповідно до угоди 1799 року посів трон, яким йому поступився представник ворожого клану Алфьайя — Альфа Ібрагім II.
Спрямував зусилля на зміцнення особистої влади та свого клану. Тому 1844 року відмовився передати владу представнику клану Альфайя. Це спричинило повстання. Проти бакарі виступили марабути і суфії, що були прихильниками Алфьайї. Зрештою наприкінці року Бакарі було повалено. Новим альмамі став Альфа Букар Бірам.